# Maresciallo dell'Impero

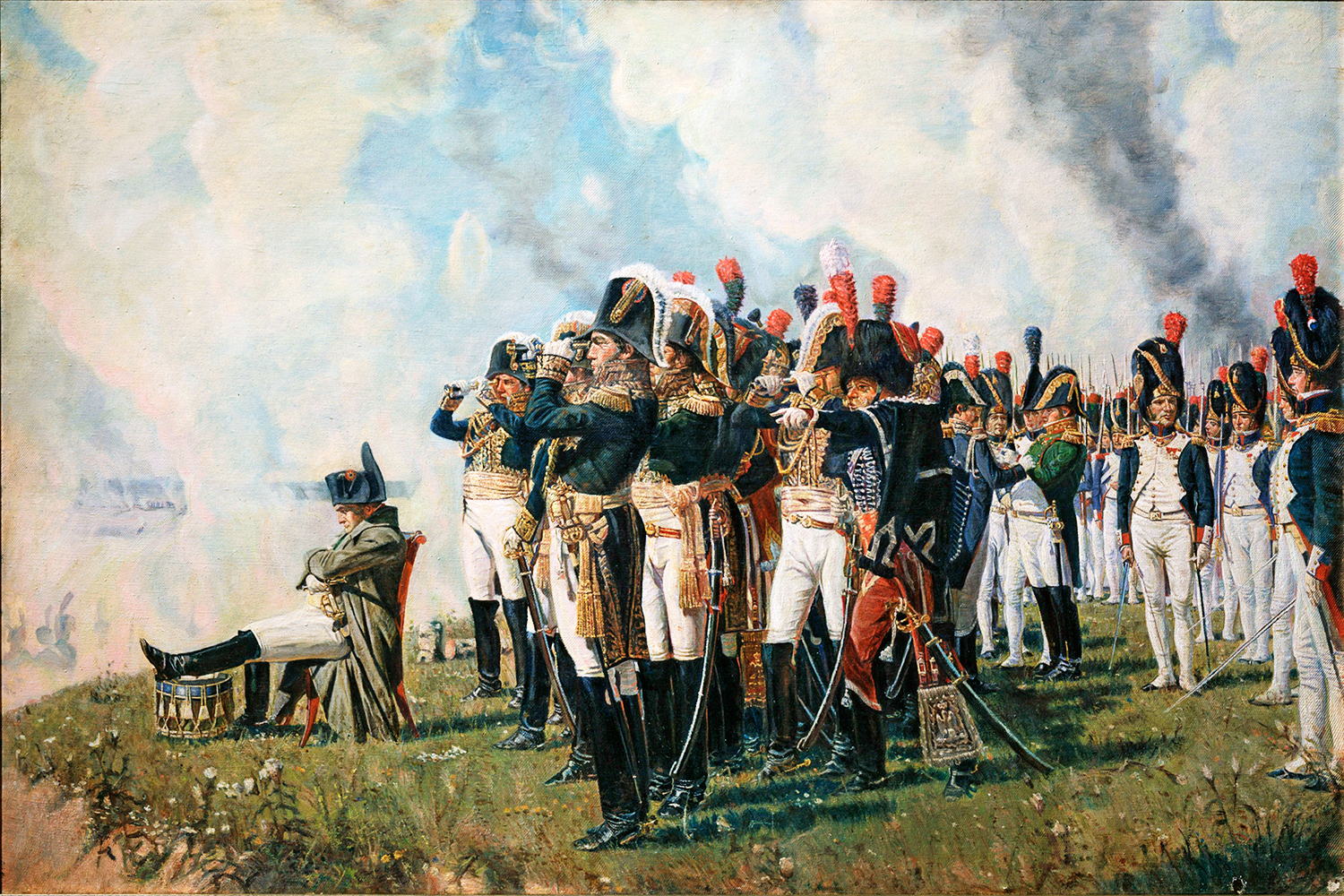
Napoleone e alcuni suoi marescialli (riconoscibili dal bicorno bordato di piume bianche) alla battaglia di Borodino (1812). Dipinto di Vasilij Vereščagin (1897)

Il maresciallo dell'Impero è un grado militare introdotto in Francia da Napoleone Bonaparte.
Filippo Augusto aveva introdotto il titolo di Maresciallo di Francia nel 1185. Dopo più di sei secoli, il 21 febbraio 1793 la Repubblica aboliva il titolo. Il 19 maggio 1804, il giorno seguente la sua proclamazione ad Imperatore, Napoleone Bonaparte riattribuiva la qualifica nominando 18 Marescialli dell'Impero. Quattordici erano suoi vecchi compagni d'arme, a questi vengono aggiunti quattro marescialli onorari: Kellermann, Lefebvre, Pérignon e Sérurier. La lista dei marescialli aumenta nel 1807 con Victor, nel 1809 con Macdonald, Marmont e Oudinot, nel 1811 con Suchet, nel 1812 Gouvion Saint-Cyr, nel 1813 Poniatowski e nel 1815 Grouchy.

## Primo Impero
Ventisei marescialli nominati da Napoleone

### 1804
- Pierre François Charles Augereau (1757-1816), duca di Castiglione
- Jean-Baptiste Jules Bernadotte (1763-1844), principe di Pontecorvo, re di Svezia
- Louis Alexandre Berthier (1753-1815), principe e duca di Neuchâtel, principe di Wagram
- Jean Baptiste Bessières (1768-1813), duca d' Istria
- Guillaume Marie Anne Brune (1763-1815)
- Louis Nicolas Davout (1770-1823), duca d'Auerstädt e principe d'Eckmühl
- Jean-Baptiste Jourdan (1762-1833)
- Jean Lannes (1769-1809), duca di Montebello
- Andrea Massena (1756-1817), duca di Rivoli, principe di Essling
- Bon Adrien Jeannot de Moncey (1754-1842), duca di Conegliano
- Édouard Adolphe Casimir Joseph Mortier (1768-1835), duca di Treviso
- Gioacchino Murat (1767-1815), Granduca di Berg e Clèves, re di Napoli e delle Due Sicilie
- Michel Ney (1769-1815), duca di Elchingen, principe della Moscova
- Nicolas Jean-de-Dieu Soult (1769-1851), duca di Dalmazia
- Catherine-Dominique de Pérignon (1754-1818). Maresciallo onorario, marchese di Grenade
- François Joseph Lefebvre (1755-1820). Maresciallo Onorario, duca di Danzica
- François Étienne Christophe Kellermann (1735-1820). Maresciallo onorario, duca di Valmy
- Jean Mathieu Philibert Sérurier (1742-1819). Maresciallo onorario, conte dell'Impero

### 1807
- Claude-Victor Perrin (1764-1841), duca di Belluno

### 1809
- Étienne Jacques Joseph Alexandre Macdonald (1765-1840), duca di Taranto
- Nicolas Charles Oudinot (1767-1847), duca di Reggio
- August Frédéric Louis Viesse de Marmont (1774-1852), duca di Ragusa

### 1811
- Louis Gabriel Suchet (1770-1826), duca d'Albufera

### 1812
- Laurent de Gouvion-Saint Cyr (1764-1830), conte dell'Impero

### 1813
- Józef Antoni Poniatowski (1762-1813), principe del Sacro Romano Impero Germanico

### 1815
- Emmanuel di Grouchy (1766-1847), conte dell'Impero

I nomi di 19 marescialli sono stati dati a una serie di boulevards che circondano Parigi (Boulevards des Maréchaux, "viali dei marescialli"). Altri 3 sono stati onorati con una via in un'altra parte della città. Questo riconoscimento dunque non è spettato a quattro dei ventisei: Bernadotte e Marmont, considerati traditori; Pérignon, eliminato dall'elenco dei marescialli nel 1815 da Napoleone stesso; Grouchy, ritenuto responsabile della sconfitta di Waterloo.

## Secondo Impero

### 1850
- Girolamo Bonaparte, re di Vestfalia

### 1851
- Rémi Joseph Isidore Exelmans
- Jean Isidore Harispe
- Jean Baptiste Philibert Vaillant

### 1852
- Esprit Victor Elisabeth Boniface de Castellane
- Bernard Pierre Magnan
- Armand Jacques Leroy de Saint-Arnaud

### 1854
- Achille Baraguey-d'Hilliers

### 1855
- Aimable Jean Jacques Pélissier, duca di Malakoff

### 1856
- Pierre Joseph François Bosquet
- François Certain de Canrobert
- Jacques Louis Randon, conte di Pully

### 1859
- Patrice de Mac-Mahon, duca di Magenta
- Adolphe Niel
- Auguste Regnaud de Saint-Jean d'Angély

### 1861
- Philippe Antoine d'Ornano

### 1863
- Élie Frédéric Forey

### 1864
- François Achille Bazaine

### 1870
- Edmond Le Bœuf